# Filtr słuchowy
Filtr słuchowy – model systemu słuchowego człowieka w postaci analizatora częstotliwości. Jest to najczęściej filtr pasmowoprzepustowy o szerokości pasma krytycznego zależnej od częstotliwości, np. przepuszczający tylko dźwięki słyszalne.